# Temas propios
Temas propios es una película de comedia uruguaya-argentina de 2023 escrita y dirigida por Guillermo Rocamora. Se trata de una familia donde César, el padre, y Manuel, el hijo mayor, deciden montar su propio grupo musical, pero las diferencias generacionales y los gustos musicales hacen que la banda sea insostenible. Protagonizada por Diego Cremonesi, Franco Rizzaro, Valeria Lois, Alfonso Tort, Vicente Pieri y Roberto Suárez. Se estrenó el 24 de agosto de 2023 en cines uruguayos.
Fue seleccionada como la candidata uruguaya a mejor película internacional en los Premios Óscar 2024.

## Sinopsis
Manuel es un apasionado de la música pero profundamente inseguro de su trayectoria profesional. César es un padre inmaduro que experimenta una nueva sensación de libertad desde que él y su esposa se separaron. Virginia da clases de inglés en su cocina. Criar hijos mientras trabaja en casa y lidiar con su matrimonio fallido la sobrecarga. Agustín está a un paso de ser expulsado del colegio. En medio de la crisis familiar, a César y Manuel se les ocurre la inoportuna idea de formar una banda de rock, el sueño nunca cumplido de César. Muy pronto, un enfrentamiento entre César y Manuel hará que el proyecto de la banda familiar se vuelva insostenible. Temas Propios es una comedia sobre ser una buena persona, la complicada relación entre padres e hijos y el mundo de las bandas de rock amateur.

## Reparto
Los actores que participaron en esta película son:
- Diego Cremonesi como César
- Franco Rizzaro como Manuel
- Valeria Lois como Virginia
- Alfonso Tort como Yáñez
- Vicente Luan como Agustín
- Roberto Suárez como Charly
- Ángela Torres como Eli

## Producción
La fotografía principal comenzó el 1 de diciembre de 2021 en Montevideo, Uruguay.